# José Luís Louro
José Luís Louro (Coimbra, 25 de Setembro de 1933 — Faro, 10 de Agosto de 2018), foi um professor, dramaturgo e encenador português. Fundou o grupo de teatro da Universidade do Algarve e a Companhia de Teatro do Algarve, tendo sido considerado como uma das principais figuras do teatro na região, ganhando o epíteto de Semeador de Teatro.

## Biografia

### Nascimento e formação
José Luís Louro nasceu na cidade de Coimbra, em 25 de Setembro de 1933.

### Carreira profissional
Veio para o Algarve nos finais dos anos 50, para exercer como professor, tendo sido contemporâneo do músico José Afonso, que também se deslocou para a região nessa época. Desde o início da sua carreira que demonostrou um forte interesse pelo teatro, no qual foi professor, encenador e dramaturgo. É considerado como um dos principais impulsionadores do Teatro Lethes, em Faro, que então passava por graves problemas. Também trabalhou como programador naquele teatro, em 2001, e no Teatro das Figuras entre 2006 e 2008, onde fazia parte do conselho de administração. Foi responsável pela fundação de várias companhias de teatro no Algarve, destacando-se o Sin Cera - Teatro da Universidade do Algarve, em 1990 e da Companhia de Teatro do Algarve, em 1995. Reformou-se em 1998. Aquando do seu falecimento, era director artístico da Companhia de Teatro do Algarve.
Trabalhou igualmente como professor, tendo ensinado na Escola Secundária João de Deus, em Faro, na Escola Superior de Enfermagem de Faro, na Escola do Magistério de Faro, e na Escola Superior de Educação da Universidade do Algarve. Também serviu como professor do ensino secundário no Arquipélago dos Açores.

### Falecimento
José Luís Louro faleceu em 10 de Agosto de 2018, no Hospital de Faro. O corpo ficou em câmara ardente na Igreja do Pé da Cruz no dia seguinte, e na manhã do dia 12 no Teatro das Figuras, tendo sido depois enterrado no Cemitério Novo.

## Homenagens
Foi distinguido pela Câmara Municipal de Faro em 1991, e em 2016 recebeu o prémio Maria Veleda da Direcção Regional de Cultura do Algarve, pela sua carreira no ensino e no teatro.
Na sequência do seu falecimento, o ministro da cultura, Luís Filipe de Castro Mendes, a Direcção Geral de Cultura do Algarve e a Universidade do Algarve emitiram notas de pesar, tendo aquele estabelecimento de ensino declarado três dias de luto académico.
Em 2025, a Companhia de Teatro do Algarve, o Teatro das Figuras de Faro e a Universidade do Algarve organizaram o prémio literário Novas Dramaturgias José Louro, destinado a autores entre os 18 e 35 anos.